# Glauconie

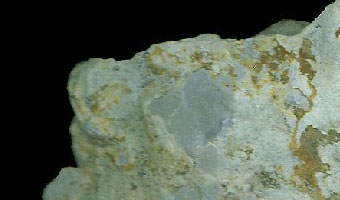
Glauconie et son principal composant, la glauconite.

La glauconie est une association de minéraux argileux intermédiaire entre le groupe des micas et le groupe des smectites. Son nom vient du grec glaukos (bleu-vert) dérivé de sa couleur verdâtre.

Ne pas confondre avec la glauconite, qui est un minéral argileux composant la glauconie.

## Description
Grossièrement cristalline, la glauconite est généralement terreuse, ressemblant à de la chlorite, elle aussi verdâtre. 

Aspect : Opaque. Éclat mat. 

Couleur : Glauque, vert jaunâtre, vert olive à vert noirâtre (poussière verdâtre).

## Formation
C’est un minéral d’altération diagénétique de la biotite ou de verre volcanique se formant en milieu marin peu profond, à une température relativement basse (plateau continental), dans des conditions réductrices. Une fraction importante du fer contenu dans la glauconie a été réduite à la valence (II) et est présente sous forme d'ions ferreux (Fe2+) responsable de sa couleur verte très caractéristique. 
Notamment présente sous forme de petits grains dans les roches sédimentaires, elle caractérise les niveaux condensés et témoigne d'un ralentissement de la sédimentation.

## Présence
Minéral ubiquiste elle se trouve dans des grès, calcaires et sables glauconieux.
Elle est particulièrement abondante aux États-Unis (Alabama), en Nouvelle-Zélande, et à Villers-sur-Mer (Calvados, France).
La glauconie est très abondante dans les sables du Néogène en Campine dans la région d'Anvers en Belgique. On la retrouve notamment dans les formations de Diest et de Kasterlee sous la zone nucléaire de Mol / Dessel où sa présence dans les aquifères sableux pourrait éventuellement contribuer à la rétention de certains radionucléides libérés par de futures installations de dépôt définitif de déchets radioactifs. 
L'oxydation du Fe(II) de la glauconie en Fe(III) peut précipiter des oxydes de fer (goethite, hématite...) très peu solubles et entraîner ainsi la formation d'un ciment ferrique dans les pores du sable. Il en résulte une induration locale de la roche meuble et la formation de bancs gréseux de couleur rouge souvent utilisés comme matériaux de construction pour les églises et monuments en Flandre.

## Minéraux associés
Minéraux détritiques littoraux, carbonates, silicates d'altération des roches.